# Harlequin F.C.
För andra betydelser, se Harlekin (olika betydelser).
Harlequin F.C. är ett engelskt rugby union-lag som spelar i högsta ligan (Guinness Premiership) i England. The Harlequins spelar sina hemmamatcher på The Stoop (The Twickenham Stoop) som ligger i Twickenham i London. Klubben grundades 1866. I början av klubbens historia jobbade många av spelarna i City of London, och klubben har fortfarande starka band till finanssektorn.